# Осман паша (скопски валия)
Осман паша (на турски: Osman Paşa) е османски военен и администратор. В септември 1844 година става валия на Скопие. Заема поста до август 1845 година, когато е наследен от Мехмед Селим паша Енесте Хасеки.